# Allegro (film)
 For alternative betydninger, se Allegro. (Se også artikler, som begynder med Allegro)
Allegro er en dansk film fra 2005. Manuskriptet er skrevet af Mikael Wulff og filmens instruktør Christoffer Boe, som også skrev den absurde komedie "Kissmeyer Basic" sammen.
Filmen blev kendt for at være den første, som supermodellen Helena Christensen har indspillet. Desuden er det Christoffer Boes opfølger til hans internationalt berømmede Reconstruction.
Fotografen Manuel Alberto Claro vandt en Robert i 2006 for sit arbejde på Allegro.
Mange anmeldere modtog ikke Allegro særlig godt, og den blev blandt andet kritiseret for ikke at være i stand til at styre de overnaturlige fænomener, der optræder i filmen. Filmen har til gengæld også fået top-anmeldelser af danske såvel som udenlandske anmeldere.

## Handling
Efter at den virtuose pianist Zetterstrøms forhold til den smukke Andrea brister, vælger han at glemme alt, hvad der overhovedet er sket inden da.
Det gør han med succes, og ti år senere følger vi ham som verdensberømt pianist, uvidende om sin egen fortid, turnere verden rundt. Da han en dag får at vide, at der i København har dannet sig en zone, som man hverken kan komme ind eller ud af, og at hans fortrængte fortid befinder sig derinde, tager han imod et tilbud om at komme hjem, hvor han skal spille en koncert overfor Zonen, som stedet kaldes.
Han modtager en invitation fra den mystiske Tom, som byder ham indenfor i Zonen, hvilket han tager imod. Da han kommer derover, har Tom arangeret det sådan, at han svagt begynder at erindre, men da han er tilbage igen, står han pludselig uden hverken klaverfærdigheder, eller fortid ...

## Medvirkende
- Ulrich Thomsen som Zetterstrøm
- Helena Christensen som Andrea
- Henning Moritzen som Tom
- Nicolas Bro som Terence
- Benedikte Hansen som Klara
- Ellen Hillingsø som Benedikte
- Tommy Kenter som Fromberg
- Nikolaj Lie Kaas som mand i Zonen (Alex fra "Reconstruction")
- Niels Skousen som Toms hjælper

I øvrigt medvirker blandt andre Per Fly, Knud Romer og Jon Lange